# Ishrana i dijetetika
Pravilna ishrana je ključni faktor rasta i razvoja svakog deteta. Ishrana dece u velikoj meri utiče na sve aspekte odrastanja: fizički, emotivni, socijalni i mentalni. Deca u toku svog rasta uče sve što će im biti potrebno kad budu zrele osobe, a jedan od najbitnijih faktora je moć koncentracije i učenja. Deci je, za razliku od odraslih, mnogo važnije kakve namirnice će da unose, a u njima ne bi trebalo da ima industrijskih proizvoda punih šećera i soli, veštačkih boja, zaslađivača, stimulansa, dakle – aditiva. Svi smo čuli za izreku „zdravlje na usta ulazi“ a da bi deca bila i ostala zdrava, potrebno je da u ishrani unose svih 7 „stubova“ zdrave ishrane: belančevine, ugljene hidrate, masti, vlakna, vitamine, minerale i vodu. Deci ne treba stalno davati istu, monotonu hranu, jer samo raznovrsnom nutritivno vrednom (hranjivom) ishranom dete dobija upravo ono što mu je potrebno. Roditelji u velikoj meri mogu da utiču na to da li će dete da bude probirljivo u ishrani, pa često prave greške, a da toga nisu ni svesni. Najlošija stvar je da pustite dete da jede šta hoće, koliko hoće i kada hoće. Navike u ishrani koje imamo u odraslom dobu stičemo u prvih 7 godina života.

## Ishrana dece
Najvažniji fiziološki činioci koji utiču na izbor načina ishrane deteta su intenzivno rastenje i razvoj, dozrevanje funkcije gastrointestinalnog trakta, bubrega, metaboličkih procesa, nervnog i imunološkog sistema. Na osnovu brzine funkcionalnog sazrevanja pojedinih organa i sistema odredjena su, što se ishrane tiče, tri perioda koji se medjusobno preklapaju, ali su dosta i omeđeni: 
- Period sisanja, to su prvih 6 meseci, kada je majčino mleko, ili njegova adekvatna zamena, jedini izvor svih hranjivih potreba deteta.
- Tranzitorni period, koji obuhvata drugu polovinu prve godine života u toku kojeg se, uz mleko, uvodi i druga nemlecna hrana specijalno pripremljena za potrebe deteta.
- Modifikovani adultni period, koji se odnosi na drugu godinu života, kada se u ishranu deteta uvodi hrana koju koriste i odrasli.

Neadekvatna ishrana tokom detinjstva, a posebno u najkritičnijim i najdinamičnijim fazama razvoja može ozbiljno da ugrozi zdravlje deteta i poremeti njegov rast i razvoj. Posledice nepravilne ishrane mogu biti dalekosežne tako da se ispoljavaju u formi različitih degenerativnih oboljenja u odraslom životnom dobu.

## Ishrana odojčadi
Pravilna ishrana odojčeta ima veliki značaj u zaštiti i održanju zdravlja, kao i za psihofizički razvoj deteta. Ukoliko je ishrana adekvatna odojče se najbrže razvija i napreduje. Za razliku od odraslih detetu je potrebna veća količina hrane srazmerno telesnoj masi i to naročito gradivnih nutrijenasa koji služe za sintezu novih tkiva i za rast bebe. Smatra se da odojče do svog šestog meseca treba da udvostruči svoju porođajnu težinu, a do prve godine da je utrostruči.
Ishrana odojčeta može biti:
1. Prirodna ishrana - humano mleko
2. Mešovita ishrana - dohrana adaptiranim mlekom
3. Veštačka ishrana - ishrana adaptiranim mleko

### Prirodna ishrana - dojenje
Majčino mleko predstavlja najsavršeniju hranu za odojče, jer je majčino mleko hemijskim sastavom prilagođeno potrebama odojčeta, samim tim se lakše vari i bolje iskorišćava. Većina majki su sposobne da doje svoje dete. Najbitnije za dete je kolostrum. To je prvo majcino mleko koje nadolazi samo nekoliko minuta nakon rodjenja deteta.
Količina mleka zavisi od i od pravilne ishrane majke dojilje. Hrana dojilje treba da je raznovrsna i da se sastoji od testenina, sireva, mesa, zelenog povrća, voća i voćnih sokova i ½ l mleka dnevno, pa i više. Dojilja treba da se dovoljno odmara i da ima ljubav i volju da doji svoje dete.
Prednosti dojenja:
- Obezbeđuje prirodnu hranu
- Obezbeđuje vezu između majke i deteta
- Stvara emocionalnu stabilnost
- Majčino mleko sadrži antitela koja štite bebu od infekcija (pospešuju imunitet)
- Majčino mleko je bakteriološki ispravno i sterilno
- Majčino mleko poseduje optimalnu temperaturu (37 °C
- Sisanje omogućava odojčetu pravilan razvoj vilica. Ukoliko majka nema dovoljno mleka pristupa se dohranjivanju, najčešće adaptiranim mlekom.
- Dojenje smanjuje rizik od malokrvnosti

### Mešovita ishrana
Ukoliko majka nema dovoljno mleka pristupa se dohranjivanju, najčešće adaptiranim mlekom (ređe kravljim – prilagođenim 2/3).
Adaptirano mleko uglavnom je donekle izmenjeno kravlje mleko i svi standardni brendovi su veoma slični. Ukoliko vas babica ne posavetuje drugačije, izaberite one sa dodatkom gvožđa.
Postoje tri tipa adaptiranog mleka u zavisnosti od načina pripreme: 
- Spremno za jelo (najskuplje)
- Tečni koncentrat (manje skupo)
- U prahu (najekonomičnije)

### Veštačka hrana
Ukoliko majka nema mleka ili zbog bolesti majke koriste se adaptirana mleka koja su po svom sastavu najsličnija, gotovo identična majčinom mleku. Upotreba razblaženog kravljeg mleka (2/3) se ne preporučuje pre svega jer može biti bakteriološki neispravno, zatim se javljaju alergije na ovu vrstu mleka kao i intolerancija (nepodnošenje).
Voće
- 5 mesec - jabuka, banana, pomorandža
- 6 mesec - breskva, kajsija, trešnja, višnja
- 13 mesec - jagoda, malina, kupina

Povrće
- 5 mesec - tikvice, krompir, paradajz, mladi grašak
- 6 mesec - karfiol, keleraba, bundeva, boranija
- 7 mesec - šargarepa, spanać, blitva, cvekla
- 8,9 mesec - kelj
- 13 mesec - pasulj, sočivo, kupus

Jaja
- 5 mesec-žumance
- 13 mesec-celo jaje

Žitarice
- 5 mesec - pirinčano brašno
- 6 mesec - kukuruzno brašno
- 7 mesec - pšenično brašno
- 13 mesec - integralne žitarice

Meso
- 5,6 mesec - teleće meso (bujon, pasirano meso)
- 7 mesec - piletina
- 8,9 mesec - prethodna mesa, ali seckana
- 10,11,12 mesec - faširana mesa(šnicle)
- 13 mesec - riba , džigerica, prasetina

## Broj dnevnih obroka
Broj dnevnih obroka opada sa rastom odojčeta, tako da nakon prve godine većina dece ima tri glavna obroka. Interval hranjenja zdravog donesenog deteta kreću se od 3 do 5 sati, prosečno na 4 sata tokom prve godine. Mala i nedonesena novorođenčad zahtevaju hranjenje u intervalima od 2 do 3 sata. Tokom prva dva meseca dete se hrani svih 24 sata, a potom, koliko količina konzumiranog mleka raste u većini slučajeva uspeva se preći na dnevni ritam hranjenja uz smanjenje broja obroka tokom noći i produženje perioda noćnog spavanja.

## Ishrana deteta u toku druge godine
Hrana koja mu se daje mora biti sveža i lako svarljiva da se ne bi poremetilo varenje. Potrebno je da i dalje bude kašasta, vremenom gušća i sve grublja i, što je najvažnije, dovoljno kuvana, jer se takva lakše vari te pri tome lakše i iskorišćuje.
Vrlo je važno probrati hranu koja će moći da detetu obezbedi pravilan razvoj i napredak, a zatim obezbediti detetu utrošak toplote koji je u drugoj godini neobično visok. Znamo da je najbolji sastojak za stvaranje toplote mast, a njen najbolji izvor kravlje mleko i njegovi proizvodi (maslo, sir, kajmak) i žumance od jajeta. U drugoj godini dete je mnogo življe pa prema tome troši i više energije. Stoga mu je potrebno više ugljenih hidrata kojima će podmiriti utrošenu energiju. Glavni izvor ugljenih hidrata su, kao što je poznato, brašno-hleb, testo, žitni proizvodi uopšte, šećer i sva biljna hrana-voće i povrće. Za izgradnju novih tkiva neophodno je prisustvo belančevina i to u dovoljnoj količini. Usled odsustva ove vrste hranljive supstance, bilo iz kojeg razloga, mogu da nastupe štetne posledice: malokrvnost, mlitavost mišića, neotpornost prema infekcijama, zastoj u rastu. Belančevina, kao što znamo, ima najviše u mesu, mleku i svim mlečnim proizvodima i jajetu. Potrebno je isto tako obezbediti unošenje izvesnih mineralnih soli koje služe za izgradnju novih tkiva i za obavljanje određenih hemijskih procesa u organizmu. Najbolji izvori soli su mleko, u kome ima krečnih soli, žumance od jajeta i mlada jetra (džigerica) u kojima ima dosta soli gvožđa. Najzad, treba misliti i na ulogu vitamina koja je u doba rastanja važnija nego kod odraslih. Od svih vitamina najvažniji su A, B, C, D. U ishrani deteta u drugoj godini može mnogo pomoći svojim nagonima i samo dete. Zato ne davati ni manje ni više nego što treba.
Ako se vodi računa o tome šta se mora i šta treba davati detetu, ne uskraćujte mu neophodan minimum, ali i ne opterećujići ga, u tom slučaju uspeh je zagarantovan. Hrana mora biti mešovita, ne samo posmatrana u ukupnom dnevnom obroku već i u pojedinačnim. Mora biti spemljena na različite načine. Ako detetu dajemo uvek ista jela ono gubi apetit i preti opasnost od pothranjenosti.

## Ishrana malog i školskog deteta
Za optimalan rast i razvoj deteta nakon prve godine, neophodan je pravilan režim ishrane usklađen sa dinamikom rastenja. Humano i kravlje mleko kao i mlečne formule gube dominantnu ulogu u ishrani i ne savetuje se u većoj količini od 500ml za 24 sata nakon prvog rođendana. U protivnom, postoji velika mogućnost oboljevanja od sideropenijske (hipohromne) anemije i usporenog rasta i razvoja. Do završetka rasta i razvoja jelovnik svakog deteta treba da bude raznovrstan i da sadrži sve hranljive materije (proteine, lipide, ugljene hydrate, vitamine, minerale i oligoelemente). Posebno kada je u pitanju malo i školsko dete neophodna je pravilna raspodela obroka na doručak, ručak i večeru, uz dva dodatna obroka tj užinu (npr. voće, kolač). Treba napomenuti da poslednjih godina široko i nekritički rasprostranjeno uverenje da intenzivna upotreba multivitaminskih preparata pojačava imunitet, sprečava i leči bolesti nema stručno, utemeljenje, pa je neophodna edukacija kako dece tako i roditelja njihovoj primeni, odnosno previlnoj ishrani.

## Piramida i ishrana kod dece
Ishrana školske dece mora biti zasnovana na piramidi zdrave ishrane.
Osnovu piramide čine proizvodi od žitarica, uključujući pirinač (smeđi i beli), testeninu i hleb (najbolje crni ili integralni jer je bogat vlaknima). Ovi proizvodi su odličan izvor vitamina. Vrlo vredne namirnice su grašak i pasulj (mahunasto povrće). Svakodnevno bi trebalo jesti puno povrća, naročio zelenog lisnatog, kao što su spanać i blitva, i svežeg voća. Te namirnice su bogat izvor vitamina i minerala, kao i biljnih vlakana, a osim toga sadrže i nisku količinu masti.
Treću stepenicu piramide čine mlečni proizvodi (jogurt, mleko, svež sir), krto meso, piletina, riba i jaja. Te namirnice su bogate belančevinama koje su osnova za proizvodnju hormona i enzima. Mleko i mlečni proizvodi su glavni izvor kalcijuma, koji utiče na rast i razvoj, povećava čvrstinu kostiju i štiti od osteoporoze u zrelim godinama.
Na samom vrhu piramide se nalaze namirnice koje sadrže visok procenat masti, šećer i so, koje bi trebalo uzimati u malim količinama. Deca školskog uzrasta bi trebalo da imaju pet obroka dnevno, tri glavna (doručak, ručak i večeru) i dva međuobroka. Obroke bi trebalo uzimati u pravilnim vremenskim razmacima.
Doručak je vrlo važan obrok, koji se ne sme preskočiti. Doručkom se unese 40% dnevnih energetskih potreba. Deca koja ne doručkuju često su pospana, slabije postižu koncentraciju i otežano prate nastavu. Uravnotežen doručak od žitarica punog zrna ne deblja, što je važno naglasiti starijoj školskoj populaciji, kada devojke, u želji da se ne udebljaju, preskaču upravo taj obrok.
Posebno značenje ima školski obrok, užina, koji bi trebalo da bude sastavljen od hrane visoke prehrambene vrednosti, a niže energije. Nikako se ne preporučuju slatkiši, grickalice, „brza“ hrana (hot-dog, hamburger) i gazirana pića. Takvi proizvodi su niske prehrambene vrednosti, s visokim sadržajem mastii koncentrisanih ugljenih hidrata, što može da prouzrokuje prekomernu telesnu težinu. Gojaznost postaje faktor rizika za nastanak velikog broja hroničnih bolesti tokom života, a poznata je i kao važan faktor u nastanku psihičkih poremećaja, posebno u razvoju adolescencije.
Nepravilna ishrana može da rezultira i preterano niskom telesnom težinom, razvojem anemija (malokrvnosti) zbog nedostatka gvožđa, uopšte smanjenom otpornošću organizma.
Na razvoj prehrambenih navika školske dece najveći uticaj imaju roditelji, ali svakako treba naglasiti i uticaj škole na oblikovanje detetove ličnosti i usvajanje navika zdravog hranjenja i ponašanja.

### Preporuke u ishrani
- Povećajte količine skrobne hrane (pirinač, makarone, hleb, krompir) - kao glavnog dela obroka
- Uvedite povrće i voće u sastav obroka
- Uključite u ishranu namirnice bogate vlaknima
- Spremajte hranu sa manje masti
- Ograničite hranu bogatu mastima - kao što su sosovi, pite, prženi krompir i druga pržena hrana
- Koristite masti sa nezasićenim masnim kiselinama (maslinovo ulje) - ako je moguće
- Koristite so i slanu hranu umereno
- Umereno dodajte šećer

## Adolescenti
Biološke promene koje se dešavaju u adolescenciji obuhvataju porast težine i visine, povećanje gustine koštane mase, promene u sastavu pojedinih organa i organskih sistema kao i seksualno sazrevanje. Individualne razlike u brzini rasta, razvoja i sazrevanja uslovljavaju različite potrebe u nutrientima i energetskoj gustini hrane kod adolescenata istog uzrasta i pola. Period adolescencije se deli na ranu adolescenciju (od 11. do 14. godine), srednju adolescenciju (od 15. do 17. godine) i kasnu adolescenciju (od 18. do 21. godine). Svaki od ovih perioda adolescencije razlikuje se po emotivnom, kognitivnom i socijalnom razvoju, što uslovaljava različite pristupe hrani i ishrani, kao i formiranje različitih navika u ishrani. Devojčice od 11. godine počinju ubrzano da rastu u visinu i da povećavaju svoju telesnu masu, dok se kod dečaka ovo ubrzanje u rastu i razvoju dešava oko 13. godine. Telesna masa devojčica se u adolescenciji poveca 47%, a dečaka 42%. Telesna visina se povećava za oko 16% kod oba pola. Devojčice u adolescenciji povećavaju ukupne telesne masti sa 16% na 27%. Povećanje telesne mase kod devojčica često dovodi do pojačanih fizičkih aktivnosti ili sklonosti ka provodjenju veoma restriktivnih dijeta. U najtezim slučajevima javljaju se znaci mentalne anoreksije ili bulimije. Kod dečaka povećanje telesne mase praćeno je ubrzanjem linearnog rasta i povećanjem ukupne mišićne mase. Do 18. godine formira se više od 90% ukupne koštane mase, a za pravilno formiranje koštane mase neophodan je odgovarajući unos proteina, vitamina D, kalcijuma, fosfora i gvožđa. Na formiranje koštane mase utiču genetska osnova, hormonalne promene, ali i pušenje i konzumiranje alkohola. Rana adolescencija je period u kome se adolescenti bore za sto bolji položaj u grupi vršnjaka. Navike u ishrani uglavnom se dele na dve grupe “brza hrana” i “zdrava hrana”. “Brza hrana” obično se konzumira u društvu sa vršnjacima, preskacu se važni dnevni obroci. Najčešće ne doručkuju, a veoma često (čak u 25% slučajeva) preskaču ručak. Pojam zdrave ishrane se obično u predstavama adolescenata vezuje za porodicu, porodične obroke i porodični život uopšte. Srednju adolescenciju odlikuje težnja ka nezavisnosti od roditelja, javljanje konflikata. Kasna adolescencija je period već skoro formiranog ličnog identiteta. U ovoj fazi telesno sazrevanje je skoro završeno, pa je i okupiranost vlastitim izgledom manje izražena. Mladi ljudi su spremniji da shvate posledice nepravilne ishrane, te da prihvate savete za korekciju.

### Navike u ishrani adolescenata
Navike su promenljive, kao što i ceo period adolescencije karakterišu promene. Navike u ishrani formiraju se pod uticajem tri grupe faktora. To su pre svega sama ličnost adolescenta, verovanja, ubeđenja, porodične i kulturološke navike i biološke osobenosti. Faktori neposredne okoline su porodica, prijatelji, saradnici, škola, prodavnica hrane, kao i socijalne i kulturološke norme. Faktori trećeg nivoa su faktori mikrosistema, što podrazumeva proizvodnju hrane, dostunost, sistem distribucije, kao i mas-medije i reklame. Da bi se navike u ishrani mladih popravile, neophodno je delovati na sva tri nivoa. Adolescenti žive brzo, najčešće jedu neredovno, unose male neadekvatne obroke „uz put”. Broj takvih obroka varira od 1 do 7 u toku dana. Kalorijska vrednost ovih obroka je sve veća, iamju visok sadržaj šećera, soli i masti, dok su relativno siromašni u vitaminima i mineralima. Ovakav način ishrane, siromašan u voću i povrću, kao i u kvalitetnim izvorima proteina (mleko, meso, riba, jaja i dr.) neminovno dobodi do bolesti deficita i prekomernog unosa. Nutricionisti upozoravaju na epidemiju gojaznosti upravo u ovom uzrastu. Takođe se registruje povećan broj adolescenata sa dijabetesom tip II, koji za razliku od staračkog dijabetesa, ima brz tok sa izraženim komplikacijama. Sve ovo ukazuje na potrebu delovanja kroz različite oblike edukacije, kako bi se popularisala zdrava ishran ai zdravi stilovi života.

## Ishrana mladih sportista
Ishrana mladih sportista ima sve odlike dobro uravnotežene, raznovrsne ishrane, sa rasporedom obroka u zavisnosti od dnevnog rasporeda treninga i napora. Dovoljan unos odgovarajuće tečnosti (npr. jabukov sok bez šećera) pre i posle fizičkog napora je od posebnog značaja za zdravlje i dobre rezultate mladih sportista. Raspored i kvalitet obroka zavisi od vrste sporta, bro jai intenziteta treninga, te kondicije i zdravstvenog stanja sportiste. Ishrana sportiste zavisi i od stepena anganžovanosti, odnosno dali je bavljenje sportom na rekreativnom ili takmičarsko nivou. Vrhunski takmičari zahtevaju posebnu pažnju i praćenje od starane nutricioniste.

## Literatura
- Carpenter, Kenneth J. (1994). Protein and Energy: A Study of Changing Ideas in Nutrition. Cambridge University Press.  0-521-45209-0.
- Curley, S., and Mark (1990). The Natural Guide to Good Health, Lafayette, Louisiana, Supreme Publishing
- Galdston, I. (1960). Human Nutrition Historic and Scientific. New York: International Universities Press.
- Gratzer, Walter (2006) [2005]. Terrors of the Table: The Curious History of Nutrition. Oxford University Press.  0-19-920563-9.
- Mahan, L.K.; Escott-Stump, S., ур. (2000). Krause's Food, Nutrition, and Diet Therapy (10th изд.). Philadelphia: W.B. Saunders Harcourt Brace.  0-7216-7904-8.
- Thiollet, J.-P. (2001). Vitamines & minéraux. Paris: Anagramme.
- Willett, Walter C.; Stampfer, Meir J. (2003). „Rebuilding the Food Pyramid”. Scientific American. 288 (1): 64—71. PMID 12506426. doi:10.1038/scientificamerican0103-64.

## Spoljašnje veze
- Kurir - zdravalje i ishrana
- Zdrava ishrana